# 川村音次郎
川村 音次郎（かわむら おとじろう、1890年7月15日 - 1973年2月12日）は、日本の実業家。キリンビール代表取締役社長や、同社代表取締役会長を務め、在任中ビール業界トップシェアを実現した。

## 人物・来歴
東京府第三中学校（現東京都立両国高等学校）を経て、1915年東京高等商業学校（現一橋大学）専攻部卒業。剣道部出身。
卒業後三菱合資会社入社。1935年三菱商事ロンドン支店長。1942年三菱商事産業部長。
1943年岩崎小弥太の意向による人事で、キリンビール専務取締役に転じる。1951年からはキリンビールで取締役社長を務め、1954年には朝日麦酒、日本麦酒を抜きビール業界トップシェアを実現。
1957年藍綬褒章受章。1961年淡交会会長。1965年勲三等瑞宝章受章。1966年キリンビール取締役会長。